# フィリップ・ハワード (第20代アランデル伯爵)

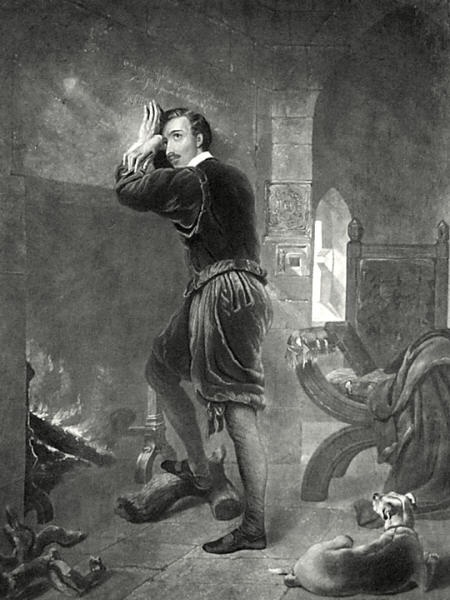
ロンドン塔に幽閉されたアランデル伯、19世紀の版画

第20代アランデル伯爵フィリップ・ハワード（英語: Philip Howard, 20th Earl of Arundel, 1557年1月28日 - 1595年10月15日）は、イングランドの貴族でローマ・カトリック教会における聖人。
第4代ノーフォーク公爵トマス・ハワードの長男。父が処刑・私権剥奪されたため、ノーフォーク公爵位は継承できなかったが、母方の祖父ヘンリー・フィッツアランからアランデル伯爵位を継承した。しかしカトリックの信仰を捨てなかったためにロンドン塔に投獄されて獄死した。カトリックの殉教者と見做され、1970年に教皇パウルス6世によって列聖された。

## 生涯
1557年6月28日、第4代ノーフォーク公爵トマス・ハワードとその最初の妻で第19代アランデル伯爵ヘンリー・フィッツアランの娘であるメアリー・フィッツアランの間の一人息子としてロンドン・ストランドのアランデル・ハウスに生まれた。異母弟に初代サフォーク伯爵トマス・ハワードとウィリアム・ハワード卿がいる。
フィリップの洗礼式はホワイトホール宮殿で王家の人々が臨席して行われ、洗礼の代父はメアリー1世女王の夫であるスペイン王フェリペ2世が務めた。1571年、14歳のときに父の3番目の妻（つまり2人目の継母）の連れ子であるアン・デイカーと結婚した。結婚当初は妻とは疎遠だったものの、後に夫妻は強固な絆で結ばれた。
1569年には父が女王エリザベス1世に対する陰謀（リドルフィ陰謀事件）に加担したとされて逮捕され、3年後の1572年に私権剥奪のうえ処刑となった。これによりフィリップがノーフォーク公位を継ぐことはできなくなった。
ケンブリッジ大学を卒業し、マスター・オブ・アーツの学位を取得した。
1580年2月24日に母方の祖父である第19代アランデル伯爵ヘンリー・フィッツアランが死去したことにより第20代アランデル伯爵位を継承した。1581年3月15日の議会法により血の回復が行われた。
1584年9月にはローマ・カトリック教徒となる。翌1585年4月25日に許可なく国外脱出しようとしたところを逮捕されてロンドン塔に投獄された。1588年にスペインの無敵艦隊が来襲した際には獄中でスペイン勝利を祈願したとされ、1589年4月14日に大逆罪の有罪判決を受け、全ての称号・土地を没収された。
死の直前、フィリップは女王に対し、妻、そして自分が幽閉された後に生まれ、未だ対面したことのない息子に会わせてほしいと嘆願した。女王は「もしプロテスタントの宗教儀式に参加するのならば、妻子に会わせるのみならず名誉や領地も回復してやる」と言ってきたが、フィリップは「陛下に伝えよ、信仰を捨てて苦しむくらいならば、命を捨てるでしょう」と答え、改宗を拒否して妻子との面会も出来ないまま1595年10月19日に死刑執行を前にして獄死した。
フィリップの遺骸は葬式も行われずにロンドン塔内のセント・ピーター・アド・ヴィンキュラ礼拝堂に葬られた。29年後の1624年、遺族はジェームズ1世王の許しを得てフィリップの遺骸をアランデル城の近くにあるフィッツアラン礼拝堂に改葬した。
息子のトマスはエリザベス崩御、ジェームズ1世即位後の1604年にアランデル伯爵位を回復している。
死後、カトリック信徒たちはすぐにフィリップを殉教者と讃えるようになった。フィリップは1920年に列福され、ついで1970年には教皇パウルス6世によって、16・17世紀の宗教改革時代に迫害を受けたイングランドおよびウェールズの40殉教者（Forty Martyrs of England and Wales）の1人として、列聖された。フィリップの棺は列聖後の1971年にアランデル聖堂に移された。

## 爵位
1580年2月24日に祖父ヘンリー・フィッツアランの死により以下の爵位を継承した。
- 第20代アランデル伯爵 （20th Earl of Arundel）
(1138年頃創設のイングランド貴族爵位)

## 家族
1571年に第4代デイカー男爵トマス・デイカーの娘アンと結婚。彼女との間に以下の1子を儲けた。
- 長男トマス・ハワード (1585-1646) 第21代アランデル伯爵位を継承